# Viničná
Viničná (dříve také Vinická, německy Weinberggasse) je ulice v Praze 2 – Nové Město. Začíná na křižovatce s Apolinářskou a končí na křižovatce Viničná × Kateřinská × U Nemocnice × Lípová. Ulice je v celé délce vydlážděna jak na chodnících po obou stranách tak ve vozovce.

## Popis
Viničná začíná na křižovatce s Apolinářskou. Před Viničnou je krátká ulička a schodiště jdoucí dolů na Albertov do Studničkovy. Vlevo se nachází lichá čísla, vpravo sudá. Hned první rohový dům vlevo je mateřská školka, napravo stojí kamenný sloup se soškou světce. Za mateřskou školkou vlevo je vjezd do skladových prostor Národního divadla. Následuje opět vlevo jedna z budov Přírodovědecké fakulty Univerzity Karlovy, která nestojí v ulici, ale ve dvoře. Napravo se táhne zeď Kateřinské zahrady až na konec ulice. Vedle Viničné 5 patří i Viničná 7 k Přírodovědecké fakultě. Tato budova už ovšem lícuje s chodníkem. Sídlí zde i Česká zoologická společnost a Hrdličkovo muzeum člověka.
Ulice se od svého počátku svažuje dolů na sever. Těsně před koncem je vlevo autobusová stanice Větrov, kde zastavuje autobus číslo 148. Další významnou budovou vlevo je pak neurologické klinika (číslo 9). Následuje napravo zastávka Větrov v opačném směru a branka do Kateřinské zahrady. Zde je též v zahradě umístěná jediná adresa vlevo, Viničná 2, která také patří k neurologické klinice. Ulice se mírně stáčí na západ a končí v křižovatce Viničná x Kateřinská x U Nemocnice x Lípová.

## Název
Ulice odkazuje na vinice, které se v této oblasti nacházely ve 14. století.

## Historie
Původně se zde nacházela zeleň, západně od současné Viničné šla jiná ulice nazývaná Větrník či německy Windberg Gasse. Název ulice byl odvozen od Větrné hory, tedy návrší na kterém se nachází dnešní kostel svatého Apolináře. Větrná ulice spojovala křižovatku Apolinářská x Viničná s křižovatkou Benátská x Kateřinská x Pod Větrovem, respektive končila v dnešním slepém ukončení Kateřinské (Kateřinská čo. 2).
Viničná je poprvé zmíněna na Polohopisném plánu hlavního města Prahy, který vyšel v roce 1869. V té době zde již stál dům čp. 1, areál malíren Národního divadla čo.3,  9 a po celé východní délce se táhla dnešní Kateřinská zahrada, kde se již nacházela budova Psychiatrické kliniky, kostel svaté Kateřiny a objekt Neurologické kliniky. V roce 1879 byla postavena budova přírodovědecké fakulty (čo. 7) a v roce 1889 druhý objekt čo. 5.